# Mechanitis lycidice
Mechanitis lycidice är en fjärilsart som beskrevs av Bates 1864. Mechanitis lycidice ingår i släktet Mechanitis och familjen praktfjärilar. Inga underarter finns listade i Catalogue of Life.